# Symes-Nunatak
Der Symes-Nunatak ist ein Nunatak im Norden des ostantarktischen Viktorialands. Er ragt 18 km südöstlich des Mount Staley inmitten des Evans-Firnfelds auf.
Das New Zealand Antarctic Place-Names Committee benannte ihn 1983 nach J. Symes, geologischer Assistent eines Feldforschungsteams, das zwischen 1974 und 1975 im Rahmen des New Zealand Antarctic Research Programme in diesem Gebiet tätig war.